# Tellus Institute (Boston)
Het Tellus Institute te Boston (Massachusetts) is een Amerikaanse non-profitorganisatie die in 1976 werd opgericht met als doel de wetenschappelijke nauwkeurigheid en systemische visie te bevorderen in kritieke milieu- en sociale onderzoeken

## Research
Het instituut doet researchprojecten en produceert rapporten inzake uiteenlopende onderwerpen als: energie, water, klimaatverandering, enz.
Het instituut is gespecialiseerd in kwantitatieve studies en analyse van toekomstscenario's.

## Methoden en technieken
Tellus heeft een groot aantal softwareprogramma's ontwikkeld ten dienste van het onderzoek. O.a. programmatuur voor het doorrekenen van toekomstscenario's.